# 前前前世
「前前前世」（ぜんぜんぜんせ、英文表記: Zenzenzense）は、日本の4人組ロックバンドRADWIMPSの楽曲。新海誠が監督、RADWIMPSが劇伴を務めた長編アニメーション映画『君の名は。』の挿入曲として制作された。サウンドトラックアルバムより先行して2016年7月25日に配信リリースされた。

## 解説
「前前前世」は新海誠が監督を務めた映画「君の名は。」の挿入曲として書き下ろされた。新海はかねてよりRADWIMPSのファンを公言しており、制作の初期段階から劇伴の担当を希望していた。バンドのフロントマンである野田洋次郎は2014年の秋頃に新海から脚本の第1稿を受け取りそれから3、4ヶ月後にデモ楽曲を提出、その中には「前前前世」「スパークル」の原型も含まれていた。

## 各バージョンについて

君の名は。が劇場公開された地域

「前前前世」は映画の劇伴用に制作された「movie ver.」、RADWIMPSのオリジナル・アルバム用に歌詞を追加しリアレンジされた「original ver.」、映画の海外進出を機に英語詞がつけられた「Zenzenzense (English ver.)」の3つのバージョンが存在する。本来「movie ver.」は映画の劇中で使用される予定であったが、「original ver.」を聴いた新海がこれに惚れ込み急遽、「君の名は。」挿入曲として使用された。「original ver.」は11月にRADWIMPSのオリジナル・アルバム「人間開花」がリリースされるまで映画本編でしか聴けないレアトラックとなっていた。「Zenzenzense (English ver.)」は映画の記録的なヒットによる北米進出を機に制作された。楽曲はバンドのフロントマンである野田洋次郎によって全編が英語詞に翻訳された。

## プロモーション・リリース
「前前前世」は映画の公開に先駆け2016年7月5日に放送されたTOKYO FMのラジオ番組「SCHOOL OF LOCK!」にて「movie ver.」のフルサイズが初めて公開された、同月25日にはサウンドトラックアルバムから先行して配信リリースされた。翌月8月19日には映画の劇場公開を目前にして「movie ver.」のミュージックビデオがテレビ朝日の番組「ミュージックステーション」にて公開。その直後にYouTubeのRADWIMPS公式チャンネルへアップロードされた。番組の終盤ではRADWIMPSが翌週放送の2時間スペシャルへ生出演することがアナウンスされた。映画公開と同日になる26日、RADWIMPSはデビュー以来初めて地上波放送へ出演し、「movie ver.」を演奏した。同年11月22日には、オリジナル・アルバム「人間開花」のリリースに合わせて「original ver.」のミュージックビデオをYouTubeの公式チャンネルへアップロードした。映画の社会現象に等しいヒットと相乗する楽曲のヒットを経て、RADWIMPSは大晦日に放送された第67回NHK紅白歌合戦へ出演し、「original ver.」を演奏した。

## ミュージックビデオ
「前前前世」のミュージックビデオは2016年8月19日に放映されたテレビ朝日の番組「ミュージックステーション」内で初めて公開され、その直後にフルサイズがYouTubeのRADWIMPS公式チャンネルにアップロードされた。ミュージックビデオは映像作家の川橋勇紀が監督を務めた。映像は広大な草原でRADWIMPSのメンバーの演奏する様子が映像のおよそ半分を占め、楽曲の重要なキーワードとなる「前世」に通ずる要素としてメンバーが武士、忍者、農民に加えて特殊メイクによる猿人という人類の旧時代の姿に扮するカットが登場する。

## チャート成績
「前前前世」は2016年7月5日にラジオ番組「SCHOOL OF LOCK!」で初めてオンエア、同月の7月25日に音楽配信リリースされた。日本の音楽チャートでは2016年4月18日付けのBillboard JAPAN Hot 100へリリース前ながら6位にランクインした。その後数ヶ月はチャート圏外に下落したが、オンエア、リリースの度に上位へ食い込む。特にリリース以降は8週連続で10位以内をキープ、8月の『君の名は。』の劇場公開、ミュージックビデオのリリースによる加速が見られ、10月3日付けのチャートで初めて単独1位を獲得。楽曲は2020年3月時点で、同チャートで2016年7月18日付けから翌年10月3日付けのチャートまで63週連続、通算73週のチャートインを果たすロングヒットを記録した。

## ライブ
アルバム『人間開花』のリリースに伴って開催され、映画公開後の初のツアーとなった『Human Bloom Tour 2017』や、その後のアジアツアーやフェス等で「original ver.」が演奏されていたが、ツアー中に行われたcoldplayの来日公演にゲスト出演した際には披露されていない。他の楽曲に比べると演奏確率は低く、同じ劇伴曲の中では「スパークル」や、同じく『人間開花』の収録曲では「AADAAKOODAA」や「トアルハルノヒ」の方が演奏回数が多い。
また、「movie ver.」は2017年の『「君の名は。」オーケストラコンサート』、2019年の『ANTI ANTI GENERATION TOUR 2019』の長野1日目公演・徳島公演、2021年の『FUJI ROCK FESTIVAL 2021』の計4回でしか演奏されていない。

## その他
日本音楽著作権協会（JASRAC）の著作権使用料分配額（国内作品）ランキングでは、2017年度の年間8位を獲得した。
2019年3月1日には、ソニー・ミュージックエンタテインメントのアニメソング人気投票キャンペーン「平成アニソン大賞」においてmovie ver.が映画主題歌賞（2010年 - 2019年）に選出された。